# Lolei
Lolei (en lengua jemer: ប្រាសាទលលៃ) es un templo hindú ubicado en la actual Roluos, Camboya, que antiguamente fue la ciudad de Hariharalaya, capital del imperio Jemer.
Es el templo más septentrional del grupo Roluos, que está formado por tres templos de finales del siglo IX, estos son Lolei, Bakong y Preah Ko. Lolei fue el último de ellos en ser construido.
El templo estaba ubicado en una isla ligeramente al norte del centro de un embalse artificial conocido como el baray de Indratataka, el cual ahora está seco,  se cree que el templo se colocó en aquella isla para simbolizar el Monte Meru, hogar de los dioses en la mitología hindú, el cual está rodeado por los océanos. Su construcción casi se había completado bajo el reinado de Indravarman I. El rey Yasovarman I, hijo y sucesor de Indravarman I dedicó el templo al dios Shiva y a miembros de la familia real en el año 893.

## Descripción

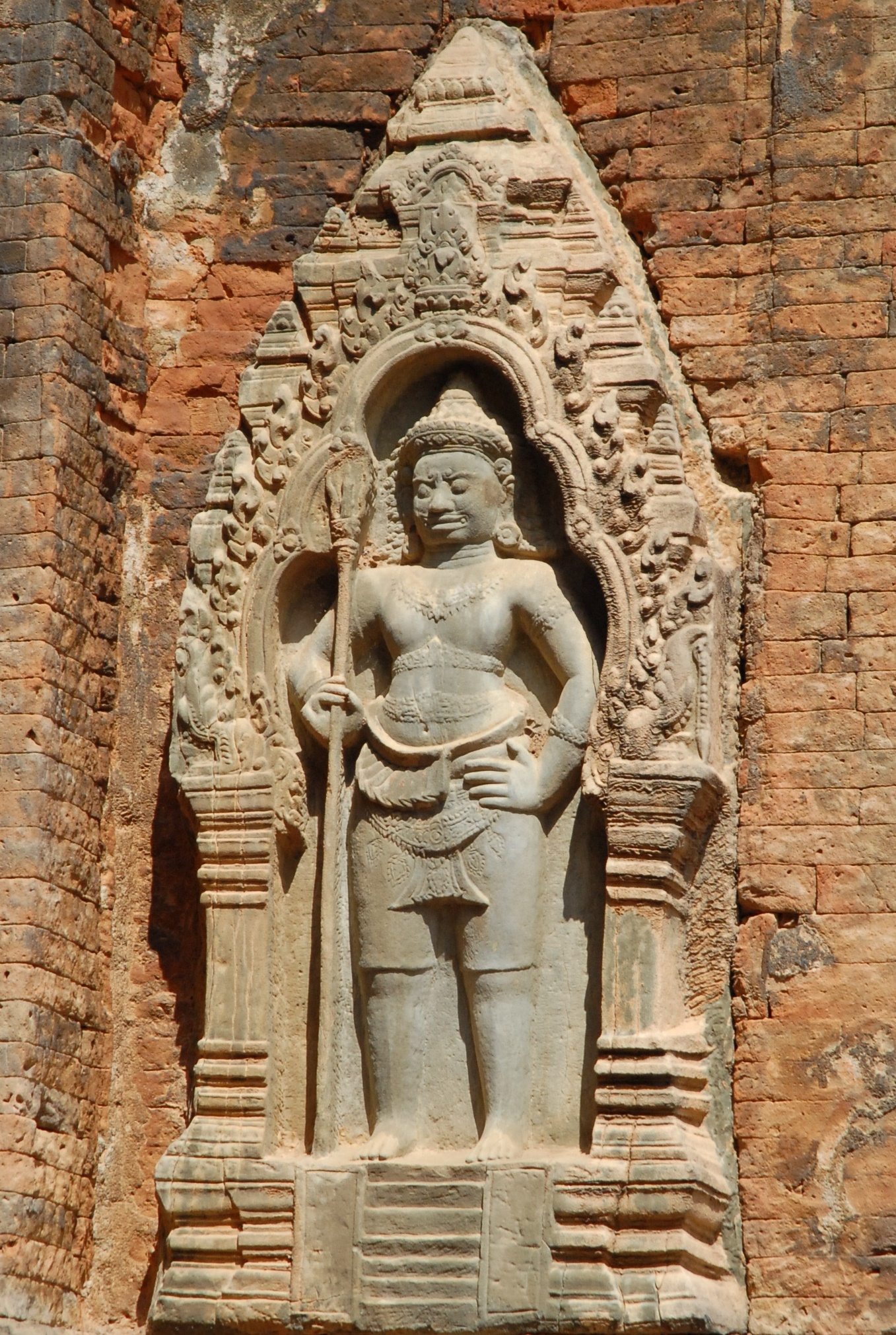
Esta talla de arenisca representa un dvarapala, es decir, un guardián. Tiene colmillos y está armado con un tridente. A la altura de sus codos, dos cabezas de makara miran hacia afuera.

Lolei consta de cuatro torres de ladrillo en una terraza. Ya que el rey construyó el templo para sus antepasados, cada torre esta dedicada a uno de ellos, incluyendo a su abuelo, su abuela, su padre y su madre. Las dos torres delanteras representan a los hombres, mientras que las dos torres traseras a las mujeres. Las dos torres más altas son para sus abuelos mientras que las dos torres más bajas son para sus padres. 
Las torres de los templos son conocidas por sus elementos decorativos. Estos son puertas falsas, dinteles tallados y devatas y dvarapalas tallados que flanquean las puertas tanto falsas como reales. Algunos de los motivos representados en los dinteles y otras tallas son Indra, el dios del cielo mondando al elefante Airavata, monstruos con forma de serpiente y múltiples cabezas llamados makaras y nagas.
Originalmente, las torres estaban rodeadas por un muro exterior que se podía cruzar a través de una gopura, pero ninguno de estos existe en el presente. Hoy, el templo se encuentra junto a un monasterio, mientras que en el siglo IX estaba junto a un ashrama.